# Kenneth Gilbert
Kenneth Gilbert (Montréal, 16 dicembre 1931 – 16 aprile 2020) è stato un direttore d'orchestra e clavicembalista canadese.

## Biografia
Dopo aver studiato al Conservatorio di Montréal dal 1953 si perfezionò a Parigi con Nadia Boulanger, Maurice Duruflé, Gaston Litaize e successivamente con Wanda Landowska.
Dal 1988 era socio della Royal Society of Canada.
Fu nominato dottore onorario di musica alla Università McGill di Montréal e membro onorario della Royal Academy of Music di Londra.
Nel 1999 venne insignito della Medaglia per le scienze e per le arti (Austria).

## Discografia
- 1965 - Johann Sebastian Bach, 4 Sonatas BWV 1020-1023, con Steven Sam Staryk, violino (Bar, BCS 2858; Orion, ORS-74148)
- 1965 - Louis-Nicolas Clérambault, Suite du 1er ton, Suite du 2e ton (Harmonia Mundi, HMU 964)
- 1966 - Music and Musicians of Canada, Vol. 13, musiche di Raymond Daveluy, Otto Joachim e John Bull; Kenneth Gilbert, organo (RCA Victor, CCS-1019)
- 1971 - Sonatas for viola da gamba and harpsichord. Hsu voice da gamba (Musical Heritage Society, MHS 1362; Da Camera Magna, 92905)
- 1971 - French Masters of the Clavier, vol 2, musiche di Marchand, Forqueray, Duphly (Harmonia Mundi, HMU-940)
- 1971 - François Couperin, Complete Works for Harpsichord (Harmonia Mundi, 190351-60)
- 1973 - Jean-Henri d'Anglebert, French Masters of the Clavier (Harmonia Mundi, HMU-941)
- 1975 - Johann Sebastian Bach, French Suites (Harmonia Mundi, HMU-438)
- 1977 - Georg Friedrich Händel, Suites de clavecin (Harmonia Mundi "Musique d'abord", HMA-190446.48, 2CD)
- 1976 - Jean-Philippe Rameau, Complete Harpsichord Works (Archiv Produktion, 427-16-2)
- 1976 - Jean-Philippe Rameau, Les Indes Galantes (Harmonia Mundi, HM-1028)
- 1978 - Johann Jakob Froberger, Suites (Archiv Produktion, 2533-419)
- 1978 - Henry Purcell, Suites (Argo ZK-56; Harmonia Mundi, HMC-1158)
- 1979 - Louis-Nicolas Clérambault, Livre de clavecin (two suites) e Jacquet de la Guerre, Suite in D minor (Argo ZK-64; rist. ZRG 822)
- 1979 - Jacques Champion de Chambonnières, Premier Livre de clavecin (Argo, ZK-80)
- 1979 - Antonio Soler, 6 Concertos for Two Keyboards, con Trevor Pinnock (Archiv Produktion, 2533-445)
- 1980 - The Concertos for 2 Harpsichords, con Trevor Pinnock (Archiv Produktion, 415-131-2)
- 1981 - Pièces de clavecin, musiche di Clérambault, Le Roux, Couperin, d'Anglebert, Lebègue (Archiv Produktion, 2534-009)
- 1981 - Johann Sebastian Bach, The Concertos for 3 and 4 Harpsichords, The English Concert con Trevor Pinnock, Lars Ulrik Mortensen e Nicholas Kraemer, clavicembali (Archiv Produktion, 400-041-2)
- 1981 - Johann Sebastian Bach, English Suites (Harmonia Mundi, HM-1074-75)
- 1983, Livre d'orgue de Montréal (RCI 645)
- 1983 - Johann Sebastian Bach, The Well-Tempered Clavier 1 and 2, (Archiv Produktion, 413-439-2)
- 1984 - Johann Sebastian Bach, 15 Two-Part Inventions; 15 Three-Part Inventions (Archiv Produktion, 415-112-2)
- 1984 - Johann Sebastian Bach, Goldberg Variations (Harmonia Mundi, HMC-1240)
- 1984 - Johann Sebastian Bach, Little Preludes (Archiv Produktion, 419-426-1)
- 1985 - Johann Sebastian Bach, Partitas (Harmonia Mundi, HMC-901144-45)
- 1987 - Jean-Baptiste Lully (arr. Jean-Henri d'Anglebert) Overtoures, airs & danses. Transcriptions pour clavecin (Harmonia Mundi "Musique d'abord", HMA 1901267)
- 1987 - Cembalowerke, musiche di Bach, Handel, Scarlatti, Couperin, Rameau e altri (Novalis, 150-018-2)
- 1988 - Johann Sebastian Bach, Concertos for Harpsichord, con English Chamber Orchestra, dir. Garcia (Novalis, 150-034-1)
- 1988 - Johann Sebastian Bach, Italian Concerto; 4 Duos; Overture in the French Style (Harmonia Mundi, HMA-901278)
- 1989 - Johann Sebastian Bach, The Art of the Fugue (Archiv Produktion, 427-673-2)
- 1989 - The Golden Age of English Organ Music, musiche di Bull, Byrd, Tallis e altri (Adda, 581178)
- 1991 - Johann Sebastian Bach, Chromatic Fantasy and fugue BWV 912, 913, 914, 916 (Archiv Produktion, 431-659-2)